# Operazione Focus
operazione Focus (in ebraico מבצע מוקד – Mivtza Moked) o operazione Moked (dalla traslitterazione dell'equivalente in ebraico) era il nome in codice assegnato da Israele all'attacco aereo, noto anche come attacco aereo del Sinai, sferrato dall'aeronautica militare israeliana (IAF) e ha segnato l'inizio della guerra dei sei giorni, al fine di distruggere la maggior parte delle forze aeree egiziane a terra. Nel giro di poche ore 450 aerei delle aeronautiche egiziane, giordane e siriane furono distrutti, assieme al danneggiamento di 18 basi aeree in Egitto, compromettendo le capacità difensive aeree egiziane per l'intera durata della guerra. È considerato uno degli attacchi aerei di maggior successo della storia militare.

## Premesse
L'operazione Focus si colloca al termine di una complicata serie di eventi che ebbero luogo negli anni sessanta in Medio Oriente. Il clima nell'area era parecchio teso nonostante fossero trascorsi parecchi anni dalla crisi di Suez e le relazioni tra Israele ed i Paesi arabi confinanti si erano deteriorate con il verificarsi di diverse scaramucce nei pressi dei rispettivi confini. Nel novembre del 1966 Egitto e Siria firmarono un accordo di mutua difesa.
Cominciarono a circolare vari dispacci dei servizi segreti, poi rivelatisi infondati, che alludevano a preparativi di attacchi. In particolare l'Unione Sovietica avvisò di un imminente attacco di Israele nei confronti della Siria, smentito poi dalle stesse autorità siriane.
In tale clima di tensione entrambe le parti cominciarono a mobilitare le forze armate. Il presidente egiziano Nasser dispiegò le truppe egiziane nel Sinai e espulse le truppe ONU di interposizione nella zona, per far fronte ad un'eventuale invasione, seguito poi dalle forze armate degli altri paesi arabi, Siria, Giordania e Iraq. Inoltre dispose la chiusura degli stretti di Tiran a tutte le imbarcazioni israeliane che trasportavano materiale strategico. Quest'ultima azione fu considerato dallo stato ebraico come il casus belli, ribadendo la dichiarazione fatta nel 1957 secondo la quale la chiusura degli stretti sarebbe stata considerata un atto di guerra.
In realtà quello che fu presentato come un attacco preventivo era un'operazione militare pianificata da tempo da parte di Israele. D'altronde le forze dispiegate da Nasser erano largamente insufficienti a supportare un'invasione nel territorio isareliano. Sull'altro fronte invece le IAF si erano recentemente rafforzate con l'acquisto dei più recenti caccia di produzione prevalentemente francese.
(Menachem Begin, estratti del discorso al National Defense College del 20 agosto 1982)
L'aeronautica israeliana beneficiò delle informazioni fornite dai servizi segreti, infiltrati per anni tra le forze armate dei Paesi arabi vicini. Inoltre l'establishment israeliano godeva dell'appoggio diplomatico degli Stati Uniti d'America nel caso di un attacco preventivo. Il primo aspetto in particolare si rivelò decisivo; grazie ad infiltrazioni di agenti del Mossad tra le forze armate egiziane e soprattutto alle fotografie aeree degli aeroporti egiziani, siriani e giordani, i piloti israeliani si trovarono in possesso di mappe precise degli aeroporti, delle piste, delle batterie antiaeree e dei falsi obiettivi, nonché dei percorsi di ronda e della loro composizione.

## Cronologia degli eventi
L'attacco si articolò in tre ondate principali e diverse ondate minori nei giorni seguenti. Le tre ondate principali contarono 350 voli dell'aeronautica israeliana (IAF) che sostanzialmente annientarono le difese aeree arabe lasciando agli israeliani la supremazia e il controllo totale dei cieli del teatro di guerra. In queste condizioni la IAF poté tranquillamente assistere le unità di terra dell'forze di difesa israeliane (IDF) nelle operazioni successive della guerra dei sei giorni.
Il successo dell'operazione derivò dall'utilizzo di un nuovo ordigno, denominato bomba antipista, sviluppato da Israele in collaborazione con la Francia. La bomba antipista fu progettata per penetrare il suolo, nella fattispecie la pista dell'aeroporto, ed esplodere successivamente in modo da provocare danni maggiori alla struttura; la sezione della pista colpita da bombe antipista va completamente rimossa e ricostruita per essere agibile, a differenza del danneggiamento provocato da bombe convenzionali che era sufficiente riempire con altro materiale. Le prime ondate dell'attacco aereo miravano a rendere le piste inutilizzabili, per colpire poi gli aerei impossibilitati al decollo.
I Paesi arabi attaccati opposero una minima resistenza in parte dovuta all'inadeguatezza dei mezzi di difesa e di attacco, ma anche perché circa metà delle forze armate egiziane era impegnata a supporto dei nazionalisti arabi nella guerra civile dello Yemen del Nord.

### 5 giugno
L'operazione Focus prese il via alle 7:45 del 5 giugno 1967. La quasi totalità dei 196 aerei da combattimento israeliani prese parte all'attacco aereo, lasciando solo 12 aerei a protezione dello spazio aereo israeliano.
Le infrastrutture difensive egiziane erano estremamente scarse e nessun aeroporto era dotato di rifugi rinforzati capaci di proteggere gli aerei in caso di attacco. Gli aerei israeliani vennero diretti prima verso il Mediterraneo per poi puntare verso l'Egitto senza incontrare alcuna resistenza; i caccia di Israele volavano infatti al di sotto della quota di copertura radar e della minima quota operativa delle batterie missilistiche terra-aria S-75 dell'Egitto. Al contempo le difese egiziane erano state disattivate come precauzione per possibili atti ostili di ribelli egiziani nei confronti dell'aereo su cui viaggiavano il feldmaresciallo Amer e il tenente generale Sidqi Mahmud, diretti verso il Sinai per incontrare i comandanti delle forze di stanza nell'area.
La prima ondata ebbe come bersaglio 11 basi egiziane dove distrusse diversi aerei e postazioni radar. Gli aerei israeliani tornarono poi in Israele dove furono riforniti di carburante e riarmati in 7 minuti e 30 secondi, per tornare sui cieli egiziani per l'attacco ad altre 14 basi egiziane. Una terza ondata consistette di 85 voli contro obiettivi egiziani, 48 contro la Giordania, 67 contro la Siria e uno contro l'Iraq. Nel giro di 3 ore le forze aeree egiziane, forti di circa 500 aerei, furono quasi completamente distrutte con perdite minori per la controparte israeliana.
Lo stato maggiore egiziano non si rendeva conto di quello che stava succedendo. Amer, rientrato nel frattempo al Cairo, ricevette notizie di centinaia di aerei israeliani abbattuti; in realtà solo 8 aerei israeliani erano stati distrutti durante la prima ondata. I vertici egiziani quindi comunicarono a quelli siriani che le IAF avevano perso il 75% della loro potenza aerea, invocando l'intervento aereo degli alleati contro le basi aeree israeliane. Quindi Siria, Giordania e Iraq attaccarono Israele; gli attacchi tuttavia furono diretti principalmente verso obiettivi civili ed ebbero limitata efficacia. In risposta all'attacco degli altri Paesi arabi, la terza ondata dell'offensiva israeliana fu parzialmente deviata verso obiettivi siriani e giordani, mentre altri aerei furono destinati contro obiettivi delle forze armate nemiche di terra a supporto dell'esercito israeliano. Dopo il primo giorno di combattimenti Israele aveva la completa superiorità aerea su Israele, la penisola del Sinai, le alture del Golan e la Cisgiordania.

### Giorni successivi
Nel secondo giorno di combattimenti (6 giugno) la IAF fu impiegata su obiettivi di terra delle forze armate egiziane, siriane e irachene.
Il terzo giorno (7 giugno) le IAF distrussero centinaia di veicoli egiziani che cercavano di fuggire attraverso il Sinai e ne intrappolarono altre migliaia negli angusti passi del Sinai. Al termine del 7 giugno le forze aeree giordane, forti di 34 aerei da combattimento, furono essenzialmente annientate e le forze armate giordane furono estromesse dal conflitto.

## Conseguenze
Nel corso della guerra dei sei giorni, l'aeronautica israeliana, forte di 196 aerei da combattimento, ebbe la meglio sulle forze aeree della coalizione araba che contava un totale di circa 600 aerei. La IAF distrusse 452 aerei nemici, di cui 79 in combattimenti aerei, perdendone solo 46. 24 piloti israeliani e varie centinaia di piloti arabi persero la vita.
L'eliminazione delle forze aeree arabe spianò la strada alla schiacciante vittoria israeliana nella guerra dei sei giorni. Israele triplicò l'estensione del proprio territorio e si impose come principale potenza militare della regione, capace di far fronte a più avversari contemporaneamente.
Il mondo arabo invece mostrò la propria debolezza ed impreparazione alla guerra. Tuttavia subito dopo il conflitto i Paesi arabi sconfitti cominciarono a ripristinare la flotta aerea distrutta prevalentemente con aerei di produzione sovietica. Poiché le perdite tra i piloti furono relativamente limitate, le forze aeree egiziane furono in grado di recuperare le perdite già a metà dell'anno successivo, nel 1968.

### Sintesi delle perdite arabe
| Aereo                   | Egitto | Siria | Giordania | Iraq | Libano | Totale |
| ----------------------- | ------ | ----- | --------- | ---- | ------ | ------ |
| Caccia                  |        |       |           |      |        |        |
| MiG-21 Fishbed          | 104    | 32    | -         | 12   | -      | 148    |
| MiG-19 Farmer           | 29     | -     | -         | -    | -      | 29     |
| MiG-17 Fresco           | 94     | 16    | -         | 2    | -      | 112    |
| Su-7 Fitter             | 14     | -     | -         | -    | -      | 14     |
| Hawker Hunter           | -      | -     | 21        | 5    | 1      | 27     |
| Bombardieri             |        |       |           |      |        |        |
| Tu-16 Badger            | 30     | -     | -         | 1    | -      | 31     |
| Il-28 Beagle            | 27     | 2     | -         | 1    | -      | 30     |
| Aerei da trasporto      |        |       |           |      |        |        |
| Il-14 Crate             | 30     | 2     | -         | -    | -      | 32     |
| An-12 Cub               | 8      | -     | -         | -    | -      | 8      |
| altri                   | 2      | 2     | -         | -    | -      | 4      |
| Elicotteri da trasporto |        |       |           |      |        |        |
| Mi-6 Hook               | 8      | 2     | -         | -    | -      | 10     |
| Mi-4 Hound              | 2      | 4     | -         | -    | -      | 6      |
| Totale                  | 348    | 60    | 21        | 21   | 1      | 451    |